# Parthenicus deleticus
Parthenicus deleticus är en insektsart som beskrevs av Knight 1968. Parthenicus deleticus ingår i släktet Parthenicus och familjen ängsskinnbaggar. Inga underarter finns listade i Catalogue of Life.